# Arczil Arweladze
Archil Arweladze (ur. 22 lutego 1973 w Tbilisi), były gruziński piłkarz, grający na pozycji napastnika. Brat innych piłkarzy, Szoty Arweladze i Rewaza Arweladze, także reprezentantów kraju.

## Kariera
Karierę piłkarską Arweladze rozpoczął w zespole mistrza Gruzji, Dinamo Tbilisi. Za granicą grał w Turcji, Holandii i Niemczech. Wrócił do Gruzji w 2003 roku. W reprezentacji Gruzji wystąpił w 32 meczach zdobywając 6 bramek.